# Karlheinz Zöller
Pour les articles homonymes, voir Zoller.
Karlheinz Zöller est un flûtiste allemand né le 24 août 1928 à Höhr-Grenzhausen et mort le 29 juillet 2005 à Berlin.

## Biographie
Karlheinz Zöller naît le 24 août 1928 à Höhr-Grenzhausen, en Rhénanie-Palatinat.
Il étudie à la Musikhochschule de Francfort et à Detmold. Il remporte un 1er prix lors d'un concours organisé par la radio de Francfort et commence à se produire comme soliste et chambriste à partir de 1950.
En 1960, Karlheinz Zöller devient flûte solo de l'Orchestre philharmonique de Berlin. Il fait partie des membres des Solistes de l'Orchestre philharmonique de Berlin et enseigne à la Hochschule de Berlin.
En 1969, il subit les séquelles d'un accident de la route survenu dans un taxi à Buenos Aires et doit quitter son poste à l'Orchestre philharmonique de Berlin. Il devient professeur à la Musikhochschule de Hambourg tout en conservant une activité de concertiste. Quelques années après, il redevient flûte solo de l'Orchestre de Berlin, entre 1976 et 1993, et professeur à la Musikhoschule de Berlin,.
Comme interprète, Karlheinz Zöller est le créateur de plusieurs œuvres, de György Ligeti (Double concerto pour flûte et hautbois, 1972), Manfred Trojahn (Concerto pour flûte, 1983) et Isang Yun (Concerto pour flûte, 1977), notamment.
Il meurt le 29 juillet 2005 à Berlin,.